# Хлорорганические пестициды
Хлорорганические пестициды (ХОП): дихлордифенилтрихлорэтан (ДДТ), гексахлорциклогексан (ГХЦГ), Гексахлоран, альдрин ,ТХАН  - многие из них имеют высокую токсичность, медленный метаболизм в природных объектах, свойство биоаккумуляции. Являются предшественниками диоксинов и диоксиноподобных веществ. При оценке и прогнозировании опасности ХОП определяющим является их персистентность (стабильность) во внешней среде, кумулятивные свойства и отдаленные последствия. В связи с очень медленным разрушением пестициды накапливаются во внешней среде и переносятся на большие расстояния потоками воздуха, воды и организмами. Жирорастворимые ХОП накапливаются в пищевой цепи.